# Wawrzyniec (biskup wrocławski)
Wawrzyniec (łac. Laurentius, zm. 7 czerwca 1232 r. w Przychowej) – biskup wrocławski w latach 1207–1232.
Pochodził, według Jana Długosza, ze słowackiego rodu panów z Pogorzeli (Pohořelá, Pogarell, Pogrell) z Górnego Śląska. Wybór Wawrzyńca poprzedzała bulla Innocentego III, w której papież domagał się, by polscy książęta nie przeszkadzali w elekcji biskupów. Wawrzyniec uczestniczył w zjazdach polskich biskupów, soborze laterańskim (1215 r.) oraz współpracował z arcybiskupem Henrykiem Kietliczem przy wprowadzaniu reformy gregoriańskiej. Rozpoczął zagospodarowywanie kasztelanii nysko-otmuchowskiej lokując Nysę, Głuchołazy i Ujazd. W 1212 r. zawarł układ w sprawie dziesięciny z Henrykiem Brodatym. Uzyskał też prawo sądownictwa nad ludnością ziem kościelnych. Za pontyfikatu Wawrzyńca uformowała się kapituła katedralna, powstały kolegiata św. Idziego we Wrocławiu, archidiakonaty oraz wielkie klasztory cysterskie (Kamieniec Ząbkowicki, Henryków, Trzebnica), norbertanek (Czarnowąsy) i magdalenek (Nowogrodziec). Biskup Wawrzyniec został pochowany w Lubiążu.
Wziął udział w soborze laterańskim IV jako członek delegacji polskiej. Wziął udział w wiecu książąt i biskupów w Gąsawie w listopadzie 1227 roku. 
W czasie jego urzędu wydzielono archidiakonaty głogowski (1228) i opolski (1230), które były zarządzane przez archidiakonów jako wikariusze biskupi.